# تهدید سه‌گانه
تهدید سه‌گانه (به انگلیسی: Triple Threat) یک فیلم ویدئویی در ژانر رزمی و اکشن به کارگردانی جسی وی. جانسون که در سال ۲۰۱۹ منتشر شد. در این فیلم ستارگان رزمی همچون ایکو اویس، تونی جا، اسکات ادکینز، تیگر چن و مایکل جای وایت به ایفای نقش پرداخته‌اند.
فیلم به‌طور کلی با نقدهای مثبت منتشر شد و منتقدان کیفیت مبارزه و همچنین بازی بازیگران را ستایش کردند، اما انتقادهایی از عدم پیشرفت داستان و شخصیت‌ها داشتند.

## داستان
هنگامی که یک میلیاردر بانفوذ اقداماتی را علیه یک باند تبهکار انجام می‌دهد، آنها تصمیم می‌گیرند که دختر او را به قتل برسانند. در این میان، گروهی از مبارزان حرفه‌ای استخدام می‌شوند تا از کشته شدن آن دختر جلوگیری کنند.

## هنرپیشگان
- تونی جا[۱]
- ایکو اویس[۱]
- تیگر چن[۱]
- اسکات ادکینز
- مایکل جای وایت
- مایکل بیسپینگ
- سلینا جید

## انتشار
این فیلم در تاریخ ۲۸ فوریه ۲۰۱۹ در چین به نمایش درآمد. فقط برای یک روز در ۱۹ مارس ۲۰۱۹ در ایالات متحده اکران محدودی در سینماها داشت. در ۲۲ مارس ۲۰۱۹ به صورت بین‌المللی به صورت ویدیویی و دیجیتالی منتشر شد. در تاریخ ۲۹ مارس ۲۰۱۹ در بریتانیا به نمایش درآمد.

## بازخوردها
در راتن تومیتوز، این فیلم بر اساس ۳۳ نقد، با میانگین امتیاز ۵٫۷ از ۱۰، دارای ۶۷ درصد محبوبیت می‌باشد. توافق این وب‌سایت چنین است: «ممکن است تهدید سه‌گانه از بازیگران جذاب‌اش استفاده بهتری کرده باشد، اما طرفداران اکشن باید نتایج نهایی را به اندازه کافی سرگرم‌کننده ببینند». در متاکریتیک، فیلم بر اساس ۴ نقد، میانگین وزنی ۶۰ از ۱۰۰ امتیاز را دارد که نشان‌دهنده «نقدهای مختلط یا متوسط» است.